# الدغور (السوادية)

تعديل مصدري - تعديل

الدغور هي إحدى قرى عزلة ال منصور بني وهب بمديرية السوادية التابعة لمحافظة البيضاء، بلغ تعداد سكانها 116 نسمة حسب تعداد اليمن لعام 2004.